# Dave Cockrum
David Emmett Cockrum (11 de noviembre de 1943 — 26 de noviembre de 2006) fue un dibujante de comic books estadounidense. Sus trabajos más conocidos son su relanzamiento de la Legión de Super-Héroes para la editorial DC Comics y la creación de los modernos X-Men para Marvel Comics durante las décadas de 1970 y 1980.

## Biografía
Cockrum nació el 11 de noviembre de 1943 en Pendleton, Oregón, Estados Unidos. Su padre fue un teniente coronel de la Fuerza Aérea de los Estados Unidos, por lo que los Cockrum se vieron obligados durante años a mudarse continuamente de una ciudad a otra.
Descubrió los cómics a muy temprana edad. Sus favoritos eran el Capitán Marvel de Fawcett Comics y Blackhawks de Quality Comics. Pronto ambicionó convertirse en un autor de cómics. Sin embargo, tras graduarse, se unió a la marina de los Estados Unidos durante seis años. Tras dejar el ejército, empezó a trabajar para Warren Publishing. Más tarde, fue contratado como entintador ayudante de Murphy Anderson, entonces responsable del entintado de varios títulos de Superman y Superboy, donde aparecía la Legión de Super-Héroes como complemento, para DC Comics.

### La Legión de Superhéroes
Cuando el puesto de dibujante de la Legión de Superhéroes quedó vacante, Cockrum lo solicitó y obtuvo así su primer encargo. Su trabajo en la Legión, que comenzó a principios de la década de 1970, redefinió el equipo; creó nuevos trajes y diseños que perdurarían hasta que Keith Giffen hiciera un relanzamiento similar en la década de 1980. Cockrum abandonó finalmente DC como consecuencia del conflicto con la editorial que tuvo al no devolvérsele los originales para el número 200 (febrero de 1974) de Superboy, nótese que buena parte de los ingresos de los dibujantes suelen venir de la venta de originales a coleccionistas.

### Los X-Men
Cockrum fue contratado entonces por Marvel para relanzar a los X-Men, una serie cuyas ventas nunca habían sido especialmente buenas, y de la que hacía años que no se publicaban historias nuevas. Cockrum y el guionista Len Wein, bajo el editor Roy Thomas, crearon entonces a los nuevos X-Men, incorporando a personajes entonces de segunda fila como Wolverine y creando personajes como Tormenta, Coloso y Nightcrawler (que siempre fue su favorito). Algunos de estos personajes fueron diseñados originalmente por Cockrum como posibles reclutas de la Legión, y recuperados para el nuevo proyecto. El relanzamiento se hizo en el Giant-Size X-Men número 1 (verano de 1975), continuando en la relanzada Uncanny X-Men, a partir del número 94. Wein abandonaría tras un número y medio en favor de Chris Claremont, quien escribiría los guiones de prácticamente la totalidad de las historias de los personajes durante más de una década.Cockrum continuaría en la serie hasta 1977 (números 94 a 105 y 107 y páginas del 106), hasta la llegada de John Byrne en el número 108. Tras la marcha de Byrne en 1981, Cockrum continuó en la serie hasta 1983 haciendo los números 145 a 150, 153 a 158 y 161 a 164. En estos años, las ventas de la serie fueron incrementándose hasta ser una de las más vendidas en Estados Unidos.

### Otras obras
Cockrum dibujó o entintó también otros títulos tanto para Marvel como para DC, siendo el principal portadista de Marvel a finales de la década de 1970. Rediseñó el traje de Miss Marvel dibujando los números 20 y 21 de la serie de 1978.
En 1983, Cockrum creó a The Futurians, que debutaron con la novela gráfica del mismo título (Marvel Graphic Novel número 9) y continuaron en una serie regular publicada por Lodestone Comics, que no pasaría del número 3. Más tarde, se publicó una reedición que incluía el inédito número 4 y más material; fue además reeditado en Francia por Semic. En el momento de la muerte de Cockrum, había planes para una película y una nueva colección sobre los personajes; se ignora cómo estos planes se verán afectados por su fallecimiento.

### Últimos años
Tras cumplir los 60 años, Cockrum tenía cada vez más dificultad para conseguir encargos. En 2004 enfermó gravemente debido a complicaciones de la diabetes y la neumonía que padecía, siendo ingresado en un hospital benéfico para veteranos de guerra. Con el fin de ayudarle económicamente, de tal forma que pudiera tener una mejor atención médica, un grupo de compañeros de profesión liderados por Clifford Meth y Silver Bullet Comics organizaron un proyecto para recaudar fondos. La subasta, a cargo de Heritage Comics durante la convención WizardWorld Chicago de agosto, recaudó casi 25 000 dólares. Marvel anunció además que compensaría a Cockrum por su trabajo de cocreación de los populares X-Men modernos, en parte debido a las presiones de otros autores.
Su enfermedad impidió que dibujara una historia de 8 páginas en Giant Size X-Men número 3 (2005).
En la novelización de X-Men: The Last Stand, escrita por su amigo Claremont, el presidente de los Estados Unidos se llama David Cockrum, en un claro homenaje.
Cockrum murió en la mañana del 26 de noviembre de 2006. Su muerte fue anunciada públicamente por Clifford Meth en el foro de Nightcrawler que solía frecuentar.